# Michail Matiusjin
Michail Vasiljevitj Matjusjin (ryska: Михаил Васильевич Матюшин), född 1861 i Nizjnij Novgorod, död 1934 i Leningrad i Ryska SFSR (nu Sankt Petersburg i Ryssland), var en rysk musiker, konstnär och färgteoretiker. 
Hans mest kända verk är musiken till Segern över Solen: Världens första futuristiska opera (1913) samt Lagarna som styr färgförändringar. Färghandbok (utgiven i Leningrad och Moskva 1932). Han var gift med Jelena Guro till hennes död 1913.